# Malleus meridianus
Malleus meridianus is een tweekleppigensoort uit de familie van de Malleidae. De wetenschappelijke naam van de soort is voor het eerst geldig gepubliceerd in 1930 door Cotton.